# Dorr Eugene Felt
Dorr Eugene Felt (* 18. März 1862 in Newark oder Beloit (andere Quelle) (Wisconsin); † 7. August 1930 in Chicago) war ein US-amerikanischer Erfinder und Industrieller.

## Biografie
Felt war der Sohn von Eugene Kincaid Filz (Mitglied im Wisconsin State Assembly) und Elizabeth Filz. 1878 lernte er in einem Maschinenbaubetrieb in Beloit. 1880 erlernte er die französische Sprache. 1882 zog er nach Chicago und arbeitete dort als Vorarbeiter eines Walzwerks.

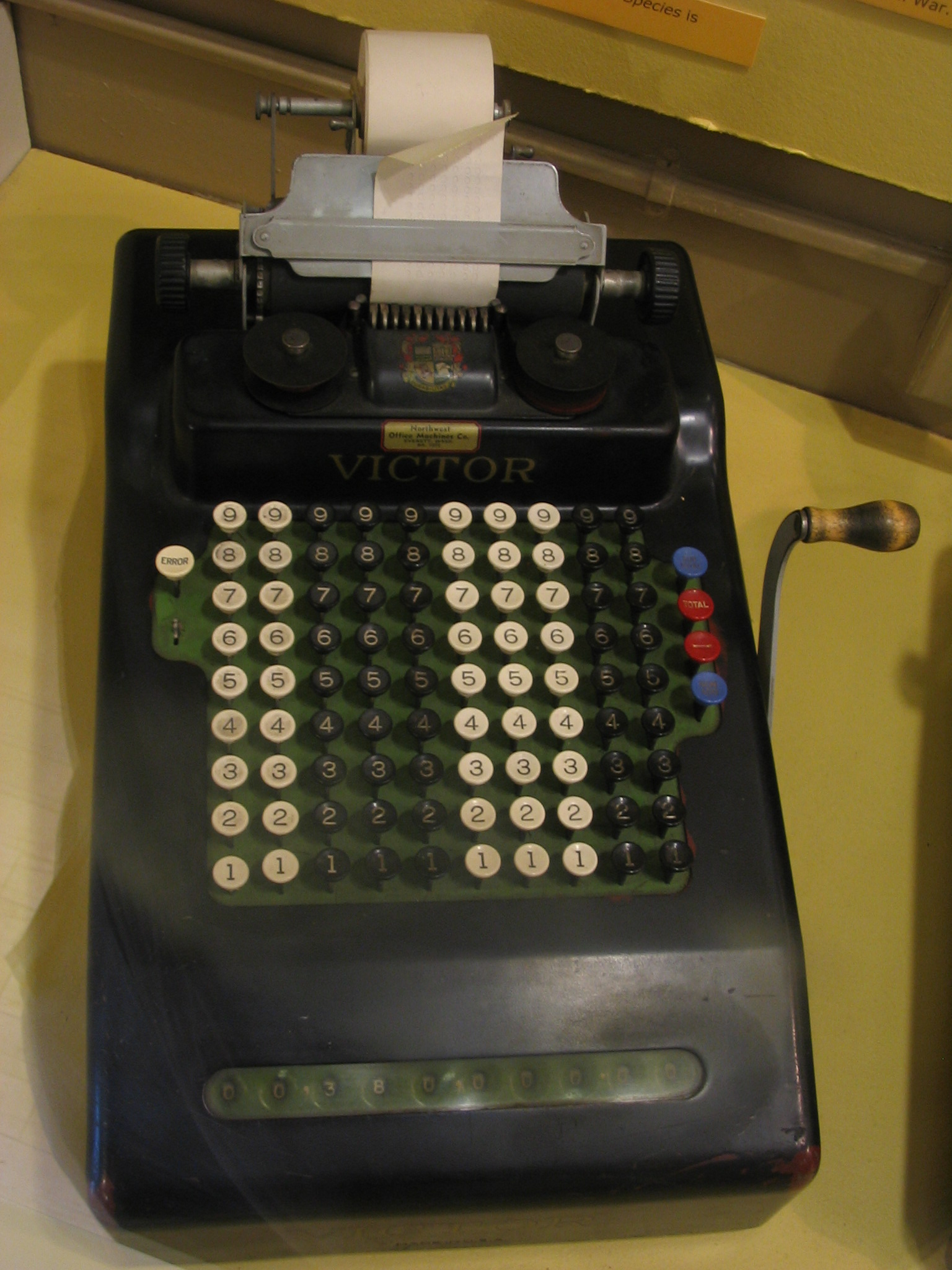
Zehnstelliges Victor-Comptometer

1884 entwickelte er den Prototyp einer neuen Rechenmaschine. Er wurde durch diesen ersten Rechner, der nur mit Tasten als Comptometer anstelle von zum Beispiel Schlupfrädern arbeitete, bekannt. Zusammen mit dem Kaufmann Robert Tarrant gründete er am 25. Januar 1889 die Felt & Tarrant Manufacturing Company, die bis Mitte der 1970er Jahre ein bedeutendes Unternehmen in der Taschenrechnerindustrie war.
Danach erfand Felt weitere Geräte. Er erwarb 46 inländische und 25 ausländische Patente.
1919 erwarb er am Michigansee zwischen Holland und Saugatuck mehrere hundert Morgen und baute dort ein Anwesen Shore Acres Farm aus, mit dem Herrenhaus Dorr E. Felt Mansion von 1925/28.
Felt war verheiratet mit Agnes McNulty und hatte vier Kinder.

## Auszeichnungen
- 1889: John-Scott-Medaille des Franklin Instituts
- Der originale Makkaroni-Box-Prototyp und der erste verkaufte Comptograph sind in einer Sammlung antiker Taschenrechner ausgestellt.

## Werke
- Mechanical arithmetic or The history of the counting machine. Chicago: Washington Institute, 1916.
- (mit Alfred L. Holman): A register of the ancestors of Dorr Eugene Felt and Agnes (McNulty) Felt. Chicago: Priv. print. for D. E. Felt, 1921.